# Alignement de la Plumaudière
L'alignement de la Plumaudière, appelé aussi Pierres du Hu (du Hou, du Heu), est un alignement mégalithique situé au Champ du Houx près du hameau de la Plumaudière dans la commune déléguée de Montchauvet, en France, dans le département du Calvados.

## Protection
Les menhirs de la Plumaudière font l’objet d’une inscription au titre des monuments historiques depuis le 30 juin 1976.C'est le seul exemple d'alignement mégalithique connu en Normandie.

## Description
L'inscription des Monuments historiques mentionne un alignement de neuf menhirs, mais on peut remarquer sur le site plus d’une douzaine de pierres. Il semble que ces mégalithes soient les vestiges d’un ensemble plus considérable. En 1870, une commission venue étudier les « pierres druidiques de la Plumaudière » décrivait ainsi l’alignement : « Sur un espace mesurant de 55 à 60 m du nord au sud, et seulement 4,50 m de largeur, nous avons compté vingt blocs, dont plusieurs renversés et à demi-enfouis dans le sol. Quelques-uns sont encore debout, ils ont plus de 3 m de hauteur et ne portent aucune trace de marteau ; ils sont, du reste de forme très irrégulière. Ces pierres dans leur ensemble, forment comme deux rangées parallèles, qui courent du nord au sud et sont séparées par un espace de 4 m. Une de ces rangées contient quatorze blocs, l’autre six seulement. Les menhirs sont constituées de blocs de quartz issus d'un important filon souterrain qui a été identifié par les géologues de l'Université de Caen comme d'origine locale ; il n'y a donc pas eu de transport mais extraction sur place.
Les blocs les moins volumineux et les plus faciles à déplacer ont été dérangés au fur et à mesure des défrichements. On peut encore remarquer un grand nombre de plus petites pierres de même nature éparses dans le vallon. Le menhir principal, appelé la Pierre du Hu, situé à l’extrémité nord-ouest de l’alignement, mesure environ 3,20 m de haut et entre 2 et 1,50 m de large. Lors d' sondage réalisé en 1966 par Robert Caillaud à la base de la Pierre du Hu, il a été constaté que la pierre n'est enfoncée que sur 0,30 m de profondeur et aucune trace de fosse de calage n'a été découvert, ce qui conduit à s'interroger l'authenticité de l'alignement.
On a trouvé dans les environs des haches en silex et en diorite, des grattoirs et un racloir à encoche, outil rare.

## Légendes
La légende raconte que le diable voulait détruire le prieuré du Plessis-Grimoult. Les moines, heureusement, conscients du danger qui approchait, veillaient et priaient. Grâce à leurs prières, un ouragan d'éclairs, de grêle et de pluie s'abattit sur le diable chargé de pierres destinées à écraser le prieuré. Celui-ci, furieux de ne pouvoir continuer sa route, se débarrassa de ses pierres pour s'alléger mais ne put accomplir son sinistre dessein. Les roches « s’enfoncèrent dans la terre, où la charrue du laboureur les rencontre trop souvent, d’autres restèrent à fleur de terre, et il y en eut qui se plantèrent debout, telles qu’on les voit encore chaque jour que Dieu fait. C’est ainsi que l’abbaye du Plessis-Grimoult échappa par un miracle à l’imminent péril qui la menaçait. Mais ce fut au grand dam des pauvres gens de la Plumaudière, dont les champs sont demeurés criblés de roches ».